# ماریا استارک
ماریا استارک یک شخصیت تخیلی در کتاب‌های کامیک مارول کامیکس می‌باشد. این کاراکتر به وسیلهٔ بیل مانتلو و جورج توسکا خلق شده و در مرد آهنی شماره‌های ۱۰۴ام (نوامبر ۱۹۷۷) برای اولین بار معرفی شد. ماریا همسر هاوارد استارک و مادر آنتونی «تونی» استارک می‌باشد.